# Корейцы в Гватемале
Корейцы в Гватемале образуют одну из новейших и наиболее быстрорастущих общин корейской диаспоры в Латинской Америке.

## История миграции
Первые мигранты из Южной Кореи в Гватемалу прибыли в страну только в 1985 году, более чем через два десятилетия после начала массовой миграции из Южной Кореи в Латинскую Америку. Ещё в 1997 году в стране проживал всего 2051 кореец, но к 2005 году это число увеличилось почти в пять раз до 9944, превысив по численности более старшую общину корейцев в Парагвае и сделав Гватемалу четвёртой страной по числу корейского населения в регионе после Бразилии, Аргентины и Мексики. С 2005 по 2009 год количество корейцев в стране оставалось примерно стабильным и составляло 9921 человек. Однако в последующие два года число граждан Южной Кореи в стране выросло на 30%, достигнув 12 918 человек. Среди них 3101 человек были постоянными жителями, 52 были иностранными студентами и 9765 имели другие виды виз. Население демонстрирует гендерный дисбаланс: 7409 женщин (57%) по сравнению с 5509 мужчинами (43%), соотношение полов 134 к 100. Почти все проживают в городе Гватемале, и только 38 человек зарегистрированы как проживающие в Антигуа-Гуатемале или других городах.

## Бизнес и занятость
Первые мигранты были заняты в текстильной промышленности, открывая фабрики по производству одежды для экспорта на рынок США. С 1988 по 1991 год в Гватемале открылось пятьдесят макиладор, принадлежащих корейцам. Стоимость их экспорта, составившая 150 миллионов долларов в год, составила половину всего экспорта одежды Гватемалы. По состоянию на 2001 год в столице было тридцать три корейских ресторана; другие корейские жители владеют караоке-барами, мини-супермаркетами, книжными кафе и магазинами одежды. В некоторых случаях жёны и дети остаются в Гватемале, занимаясь бизнесом, а их мужья возвращаются в Корею. Сообщается, что продукция предприятий, принадлежащих корейцам, составляет 10% от общего объёма экспорта Гватемалы.

## Отношения с обществом
Гватемальцы воспринимают корейскую общину как довольно замкнутую и изолированную. Южнокорейские СМИ изображают корейскую общину в Гватемале как живущую в постоянном страхе за свою жизнь из-за распространённого насилия в стране, и это изображение категорически оспаривается посольством Гватемалы в Сеуле. По данным посольства Кореи, в период с 2003 по 2008 год жертвами насильственных преступлений в Гватемале стали двадцать четыре корейца. В марте 2009 года в пригороде столицы была убита пара южнокорейских бизнесменов: Санг Пак и Бан Маль Сум. Поскольку южнокорейцы участвуют в международном бизнесе и поэтому считаются богатыми, население в целом воспринимает их как привлекательную цель для похищений, особенно по сравнению с латиноамериканцами. Всего за 13 месяцев до февраля 2010 года произошло восемь случаев убийств южнокорейцев, а также многочисленные похищения людей. В феврале 2010 года двое южнокорейцев, управлявших нелегальным казино, были арестованы за похищение и убийство Суонг Кима, ещё одного южнокорейца, выигравшего деньги в казино.

## Организации
В Гватемале существует Ассоциация корейцев (Asociación de Coreanos en Guatemala), которую возглавляет Лим Бён Ёль. Ассоциация организовала различные мероприятия, в том числе спортивный день в Парке ла Демократия в мае 2011 года. В том же году ассоциация также начала проводить статистическое обследование сообщества. Существует также Корейская школа Гватемалы (Colegio Coreano de Guatemala, 과테말라 한글학교), в которой по состоянию на 2010 год работало 29 учителей и обучалось 170 учеников. Октавио Канг, выпускник Университета иностранных языков Ханкук, издаёт газету, ориентированную на общество; около трёх десятых статей посвящено Гватемале и её корейской общине, а остальная часть посвящена событиям в Южной Корее. Однако у него всего 350 подписчиков.